# Hus Forbi
Hus Forbi ist eine unabhängige, landesweite dänische Zeitung, die von Obdachlosen in Zusammenarbeit mit professionellen freiberuflichen Journalisten und Fotografen herausgegeben wird. Sie wurde zum ersten Mal am 28. August 1996 veröffentlicht; Anlass war die Wahl der Hauptstadt Kopenhagen zur Kulturstadt Europas. Hus Forbi dient der Förderung der Debatte über Obdachlose und deren soziale Ausgrenzung, die in der Regel nicht in den Medien  besprochen wird. Es werden alltägliche Themen abgedruckt, aber auch politische Informationen sowie Geschichten von Obdachlosen. Hus Forbi wird zwölf Mal im Jahr veröffentlicht, hat eine Auflage von 85.000–90.000 Exemplaren pro Monat und 500.000 Leser. Die Zeitung ist Mitglied des internationalen Netzwerks von INSP Straßenzeitungen.
Laut den Herausgebern der Hus Forbi dient die Zeitung einem doppelten Zweck:
Zur Förderung der Debatte der Obdachlosen und deren sozialer Ausgrenzung, die in der Regel nicht in den Medien besprochen wird. Es werden alltägliche Themen abgedruckt, aber auch politische Informationen, sowie Geschichten von Obdachlosen. Die Zeitung gibt Obdachlosen auch die Möglichkeit, ihr eigenes Geld zu verdienen und wieder auf die Beine zu kommen. Für viele ist es eine würdige Alternative zum Betteln oder Verbrechen, weil sie hier Geld auf legale Weise durch den Verkauf eines Produkts – der Zeitung – verdienen. Laut einer Umfrage, die Hus Forbi im Jahre 2007 durchgeführt hat, steht den Obdachlosen dank dem Verkauf mehr Geld zur Verfügung, sie sind glücklicher, da sie mehr Kontakt zu anderen Menschen haben, als auch mehr Kontrolle über ihr eigenes Leben haben. Jeder Dritte sagt, dass der Missbrauch zurückgegangen ist, und fast ein Viertel sagt, dass ihre Gesundheit im Allgemeinen sich verbessert hat. Nur fünf Prozent der Verkäufer glauben, der Missbrauch von Obdachlosen hat wegen des Verkaufes zugenommen.
Hus Forbi kostet 20 Kronen im Straßenverkauf. Es besteht die Möglichkeit, die Zeitung zu abonnieren. Der Verkäufer verdient 10 Kronen pro Zeitung. Die 12 Kronen teilen sich auf in 8 Kronen, die für die Produktion, Verwaltung und Vertrieb bestimmt sind, und 2 Kronen für die Mehrwertsteuer.
Hus Forbi beschäftigt ca. 1800 angemeldete Händler. Die meisten sind in der Metropolregion und Seeland, aber es gibt auch Lieferanten in den großen Städten wie Aarhus, Aalborg, Randers, Esbjerg und Odense. Einige sind obdachlos, andere sind ehemalige Obdachlose – das alles sind sozial gefährdete Menschen. Es ist nicht erlaubt, während des Verkaufs der Zeitungen zu betteln; falls ein Kunde die Zeitung nicht möchte, soll sie auch nicht aufgezwungen werden.